# Die Fahnderin
Die Fahnderin ist ein deutscher Wirtschaftskrimi von Züli Aladağ aus dem Jahr 2014 mit Katja Riemann in der Titelrolle. Der Fernsehfilm wurde am 26. März 2014 im Rahmen des ARD-Themenabends „Steuerhinterziehung“ im Programm Das Erste erstmals ausgestrahlt.

## Handlung
Die Steuerfahnderin Karola Kahane und ihr Team stürzen sich vor Ablauf der Verjährungsfrist auf den Steuerbetrug von Benedikt Sämann, dessen Daten auf einer Schweizer CD mit Steuerhinterziehern verzeichnet sind. Bei den Ermittlungen wird Kahane auch persönlich unter Druck gesetzt. Man beeinflusst das Denken ihrer Tochter Hanna in Bezug auf den heiklen Steuerbetrugsfall.

## Hintergrund
Die Fahnderin wurde vom 14. Oktober 2013 bis zum 13. November 2013 in Berlin, Düsseldorf und Zürich gedreht. Produziert wurde der Wirtschaftskrimi von der UFA Fiction.

## Kritik
Die Kritiker der Fernsehzeitschrift TV Spielfilm zeigten mit dem Daumen nach oben und vergaben für Humor und Anspruch jeweils einen, für die Spannung zwei von drei möglichen Punkten. Sie resümierten: „Spannender, geradliniger Wirtschaftskrimi.“ Das Lexikon des internationalen Films urteilt: „Ambitionierter (Fernseh-)Film, der gesellschaftlich relevante Themen im Rahmen einer weitgehend unterhaltsamen Spannungsgeschichte anspricht.“